# Dichrogaster saharator
Dichrogaster saharator är en stekelart som först beskrevs av Aubert 1964.  Dichrogaster saharator ingår i släktet Dichrogaster och familjen brokparasitsteklar. Inga underarter finns listade i Catalogue of Life.